# Chicago Film Critics Association Awards 2008
21. ročník předávání cen asociace Chicago Film Critics Association Awards se konal dne 18. prosince 2008.

## Vítězové a nominovaní

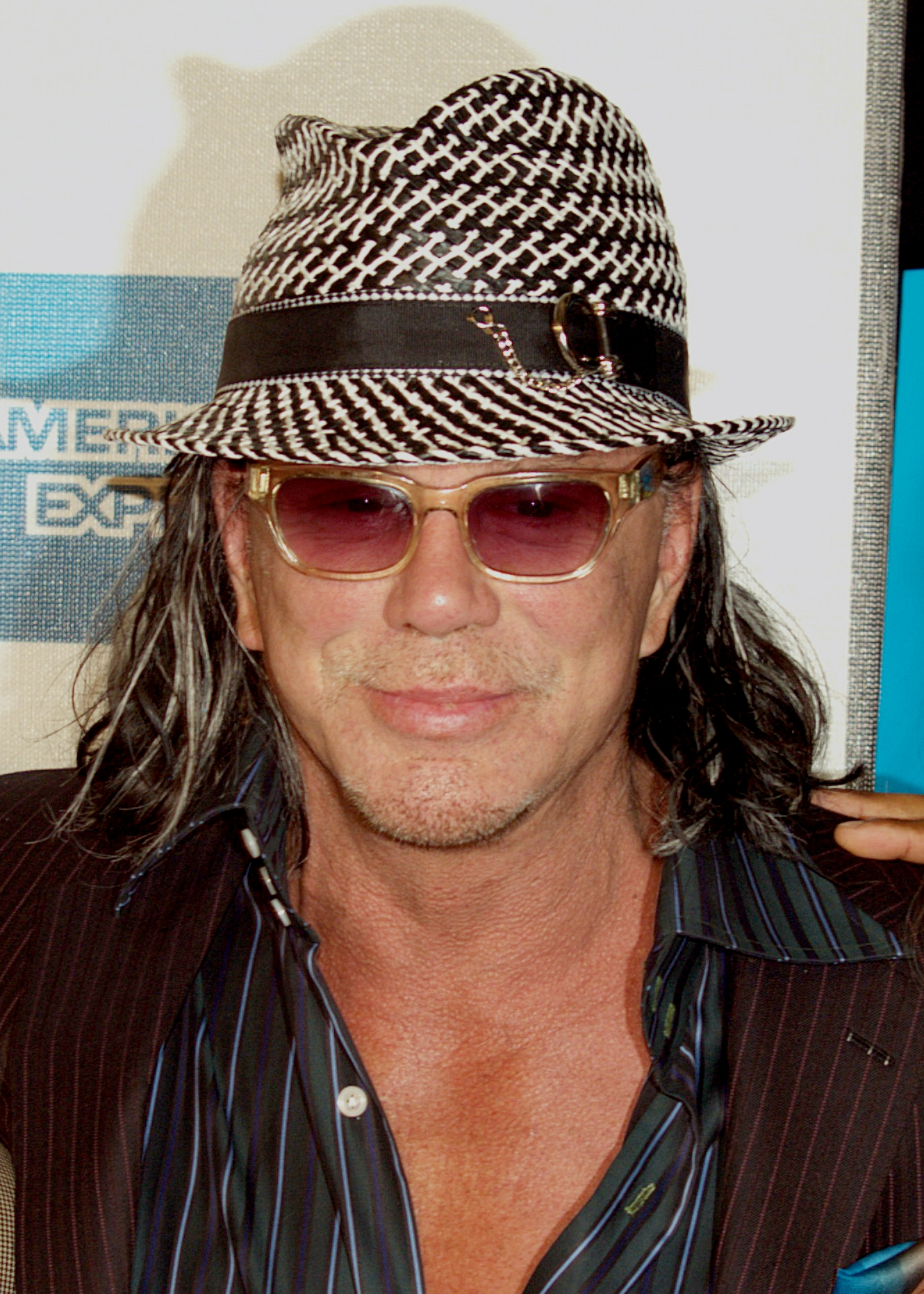
Mickey Rourke, vítěz v kategorii nejlepší mužský herecký výkon v hlavní roli (drama)

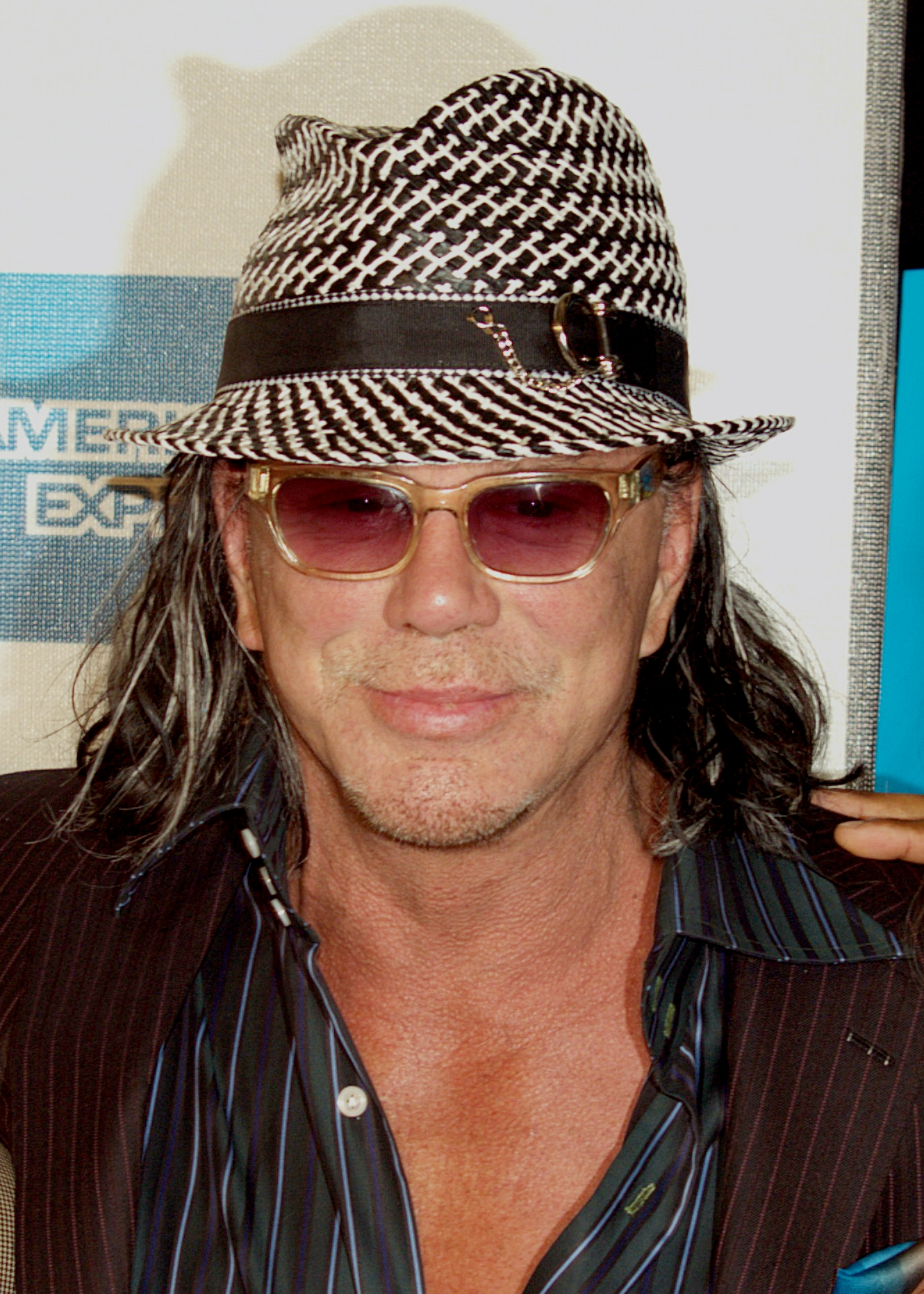
Mickey Rourke, vítěz v kategorii nejlepší mužský herecký výkon v hlavní roli (drama)

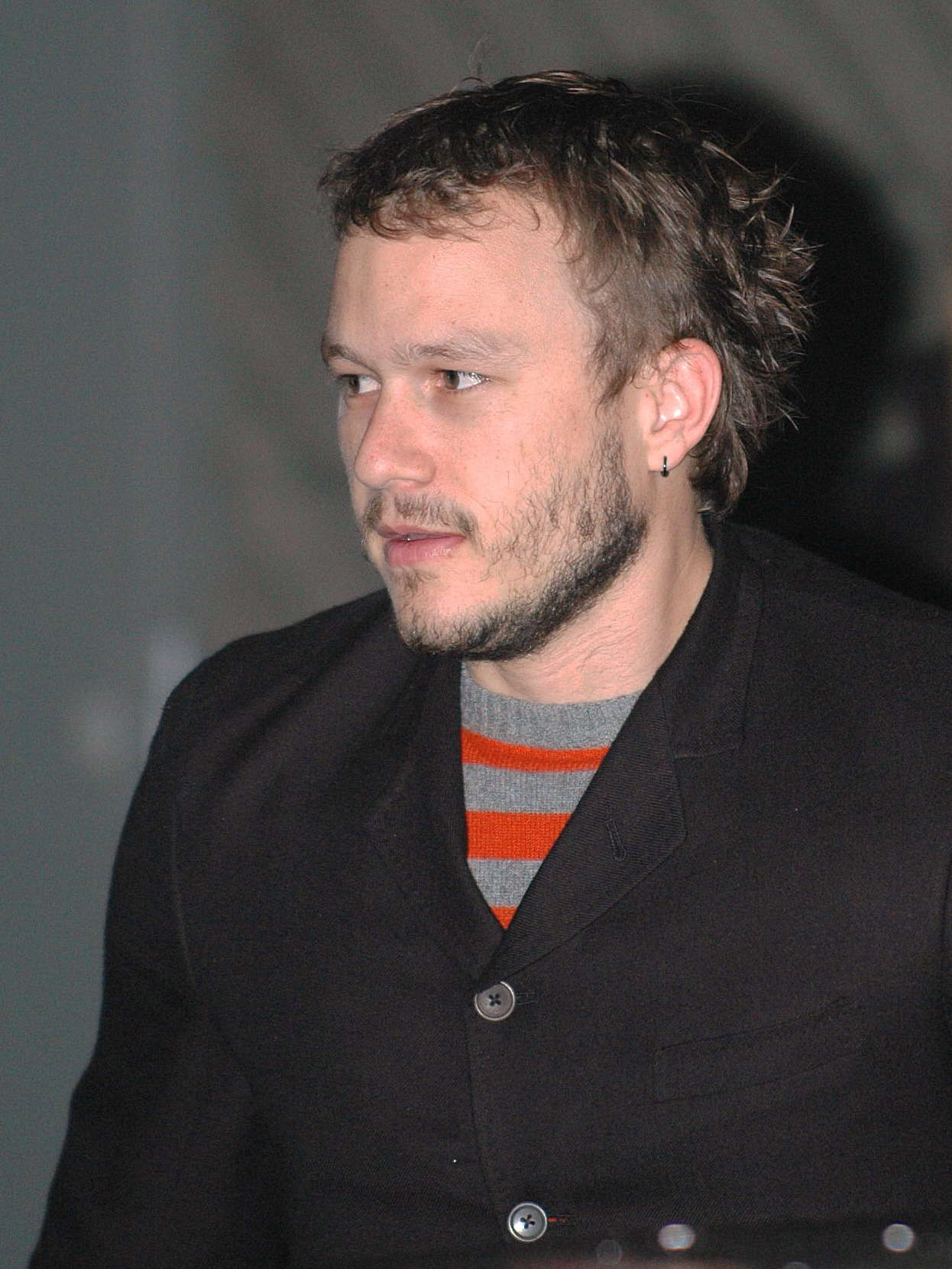
Heath Ledger, vítěz v kategorii nejlepší mužský herecký výkon ve vedlejší roli

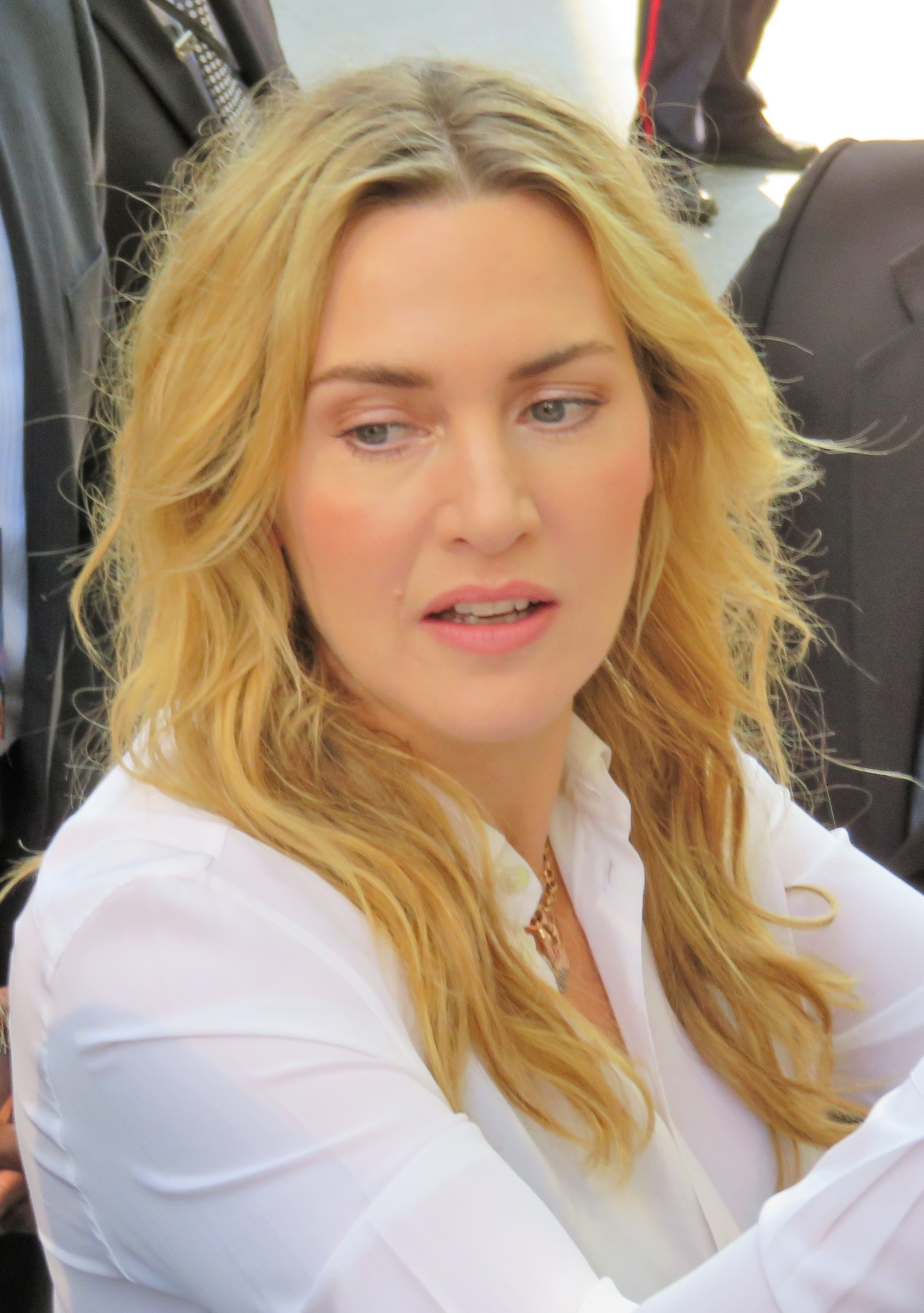
Kate Winslet, vítězka v kategorii nejlepší ženský herecký výkon ve vedlejší roli

### Nejlepší film
VALL-I
- Podivuhodný případ Benjamina Buttona
- Temný rytíř
- Milk
- Milionář z chatrče

### Nejlepší cizojazyčný film
Ať vejde ten pravý – Švédsko
- Ch Guevara – Španělsko, Francie a Spojené státy americké
- Tak dlouho tě miluji – Francie
- Vánoční příběh – Francie
- Kapela přijela – Izrael

### Nejlepší režisér
Danny Boyle – Milionář z chatrče
- David Fincher – Podivuhodný případ Benjamina Buttona
- Christopher Nolan – Temný rytíř
- Gus Van Sant – Milk
- Andrew Stanton – VALL-I

### Nejlepší adaptovaný scénář
Simon Beaufoy – Milionář z chatrče
- Eric Roth a Robin Swicord – Podivuhodný případ Bejamina Buttona
- John Patrick Shanley – Pochyby
- Christopher Nolan a Jonathan Nolan – Temný rytíř
- Peter Morgan – Duel Frost/Nixon

### Nejlepší originální scénář
Andrew Stanton a Jim Reardon – VALL-I
- Martin McDonagh – V Bruggách
- Dustin Lance Black – Milk
- Jenny Lumet – Rachel se vdává
- Charlie Kaufman – Synecdoche, New York

### Nejlepší herec v hlavní roli
Mickey Rourke – Wrestler
- Richard Jenkins – Nezvaný host
- Clint Eastwood – Gran Torino
- Frank Langella – Duel Frost/Nixon
- Sean Penn – Milk

### Nejlepší herečka v hlavní roli
Anne Hathawayová – Rachel se vdává
- Angelina Jolie – Výměna
- Melissa Leo – Zamrzlá řeka
- Meryl Streepová – Pochyby
- Sally Hawkins – Happy-Go-Lucky

### Nejlepší herec ve vedlejší roli
Heath Ledger – Temný rytíř
- Robert Downey, Jr. – Tropická bouře
- Philip Seymour Hoffman – Pochyby
- Bill Irwin – Rachel se vdává
- Michael Shannon – Nouzový východ

### Nejlepší herečka ve vedlejší roli
Kate Winslet – Předčítač
- Amy Adams – Pochyby
- Viola Davis – Pochyby
- Penélope Cruz – Vicky Cristina Barcelona
- Rosemarie DeWitt – Rachel se vdává

### Nejlepší animovaný film
VALL-I
- Bolt – pes pro každý případ
- Kung Fu Panda
- Příběh o Zoufálkovi
- Valčík s Bašírem

### Nejlepší kamera
Wally Pfister – Temný rytíř
- Claudio Miranda – Podivuhodný případ Benjamina Buttona
- Anthony Dod Mantle – Milionář z chatrče
- Colin Watkinson – Pád
- Mandy Walker – Austrálie

### Nejlepší dokument
Muž na laně
- American Teen
- Dear Zachary: A Letter to a Son About His Father
- Světová krize: Co nás čeká?
- Standard Operating Procedure

### Nejlepší skladatel
Thomas Newman – VALL-I
- Allah Rakkha Rahman – Milionář z chatrče
- Alexandre Desplat – Podivuhodný případ Bejamina Buttona
- James Newton Howard a Hans Zimmer – Temný rytíř
- Danny Elfman – Milk

### Nejslibnější filmař
Tomas Alfredson – Ať vejde ten pravý
- Lance Hammer – Balast
- Courtney Hunt – Zamrzlá řeka
- Martin McDonagh – V Bruggách
- Steve McQueen – Hlad

### Nejslibnější umělec
Dev Patel – Milionář z chatrče
- Russell Brand – Kopačky
- David Kross – Předčítač
- Lina Leandersson – Ať vejde ten pravý
- Brandon Walters – Austrálie